# Barnadesia
Barnadesia là một chi thực vật có hoa trong họ Cúc (Asteraceae).

## Loài
Chi Barnadesia gồm các loài: